# Flughafen Caracas

i7
i11
i13
Der Flughafen Caracas (spanisch Aeropuerto Internacional de Maiquetía Simón Bolívar, englisch Simón Bolívar International Airport, IATA-Code: CCS, ICAO-Code: SVMI) ist ein internationaler Flughafen in Maiquetía, Venezuela, etwa 14 km nordwestlich der Hauptstadt Caracas. Bis ins dortige Stadtzentrum (Plaza Venezuela) benötigt man je nach Verkehrsdichte etwa 30 bis 60 Minuten.
Der ursprünglich genannte (spanisch Campo de Aviación de La Guaira) auf deutsch Flugfeld La Guaira wurde am 1. Januar 1945 vom Präsidenten Isaías Medina Angarita eingeweiht.
Flughafenbetreiber ist das Unternehmen Instituto Aeropuerto Internacional de Maiquetía (IAIM). Unter den zwölf internationalen Flughäfen des Landes ist der Flughafen Caracas am bedeutendsten.

## Flughafeninfrastruktur
Bezüglich der Flughafeninfrastruktur verfügt der Flughafen über zwei asphaltierte Start- und Landebahnen mit einer Länge von 3500 und 2900 Metern Länge auf einer Höhe (ARP) von 57 Metern über dem Meeresspiegel sowie über zwei Abfertigungshallen. 

## Fluggesellschaften und Ziele
Vom Flughafen aus werden Ziele in Nord-, Zentral- und Südamerika sowie in Europa bedient. Aus Deutschland flog Lufthansa bis zum 17. Juni 2016 täglich non-stop ab Frankfurt nach Caracas. Seitdem bietet Lufthansa wegen der Finanzkrise in Venezuela ebenso wie viele andere internationale Fluggesellschaften keine Flüge nach Caracas mehr an.
Der Flughafen wurde zeitweise von dem britisch-französischen Überschall-Flugzeug Concorde angeflogen. Auch war er das Luftfahrt-Drehkreuz der bis September 2017 operierenden Fluggesellschaft Linea Aeropostal Venezolana (LAV).

## Zwischenfälle
- Am 10. Juli 1948 hatte die Besatzung einer Curtiss C-46D-15-CU Commando der kubanischen Expreso Aéreo Interamericano (Luftfahrzeugkennzeichen CU-P198) beim Abflug in Havanna zu wenig getankt.  Deshalb ging der Maschine kurz vor dem Ziel, dem Flughafen Caracas, das Benzin aus. Beide Triebwerke blieben stehen, das Flugzeug schlug kurz vor dem Flughafen im Wasser auf und sank. Alle drei Besatzungsmitglieder, die einzigen Insassen auf dem Frachtflug, überlebten den Unfall.[5]

- Am 26. April 1955 stürzte eine Curtiss C-46D-10-CU Commando der venezolanischen RANSA - Rutas Aéreas Nacionales SA (YV-C-ARD) nahe dem Flughafen Caracas ins Meer. Alle 3 Besatzungsmitglieder, die einzigen Insassen auf dem Testflug, kamen ums Leben.[6]

- Am 14. September 1955 verschwand eine Curtiss C-46 der venezolanischen AVENSA (YV-C-EVL) auf einem Flug vom Flughafen Caracas nach Guatemala über dem Golf von Venezuela. Alle 4 Besatzungsmitglieder, die einzigen Insassen auf dem Frachtflug, kamen ums Leben.[7]

- Am 27. November 1956 wurde eine Lockheed L-749-79 Constellation der venezolanischen Linea Aeropostal Venezolana (YV-C-AMA) im Anflug auf den Flughafen Caracas in 2043 Metern Höhe in einen Berg geflogen, noch 18 Kilometer ostsüdöstlich vom Zielflughafen entfernt. Der Unfall ereignete sich aufgrund mehrerer Navigationsfehler, die sich zu einer zeitlichen Fehlberechnung von 9 Minuten addierten. Bei diesem CFIT (Controlled flight into terrain) wurden alle 25 Insassen getötet, sieben Besatzungsmitglieder und 18 Passagiere.[8][9][10]

- Am 12. Dezember 1968 wurde eine Boeing 707-321B der Pan American World Airways (N494PA) vor der Landung in Caracas bei Nacht in den Atlantischen Ozean geflogen, weil die Piloten die Flughöhe falsch einschätzten, nachdem sie die Lichter der auf einem Berghang gelegenen Stadt Maiquetía mit der Landebahn verwechselten. Bei dem Unfall starben alle 51 Insassen (siehe auch Pan-Am-Flug 217).[11]

- Am 3. Dezember 1969 stürzte eine Boeing 707-328B der Air France (F-BHSZ) auf dem Weg von Santiago de Chile nach Paris kurz nach dem einer Zwischenlandung auf dem Flughafen Caracas folgenden Start etwa sechs Kilometer entfernt ins Meer. Alle 62 Menschen an Bord kamen ums Leben. Nach einem durchgesickerten Geheimbericht könnte sich eine Sprengladung im linken Hauptfahrwerkschacht befunden haben.[12]

- Am 3. März 1978 gab es in einer Hawker Siddeley HS 748-2A der Linea Aeropostal Venezolana (LAV) (YV-45C) Probleme mit einem Künstlichen Horizont. Beim Versuch der Rückkehr zum Startflughafen Caracas stürzte das Flugzeug rund 8 Kilometer nordnordöstlich davon ins Meer. Alle 47 Insassen, vier Besatzungsmitglieder und 43 Passagiere, kamen ums Leben.[13]

- Am 3. November 1980 verunglückte eine Convair CV-880 der venezolanischen Latin Carga (YV-145C) beim Start auf dem Flughafen Caracas. Alle 4 Besatzungsmitglieder, die einzigen Insassen auf dem Trainingsflug, kamen ums Leben. Es war der letzte tödliche Unfall einer CV-880.[14]